# Swakopmund
Swakopmund é a segunda mais populosa cidade da Namíbia. Se situa no litoral, a oeste da capital, Windhoek.

Com um população em torno de 42 000 habitantes, é o principal balneário da Namíbia e um dos mais bem preservados exemplos da arquitetura colonial alemã no mundo. Foi fundada em 1892 como o principal porto do Sudoeste Africano Alemão e é um dos poucos lugares da África onde uma minoria considerável da população fala alemão e tem raízes germânicas.

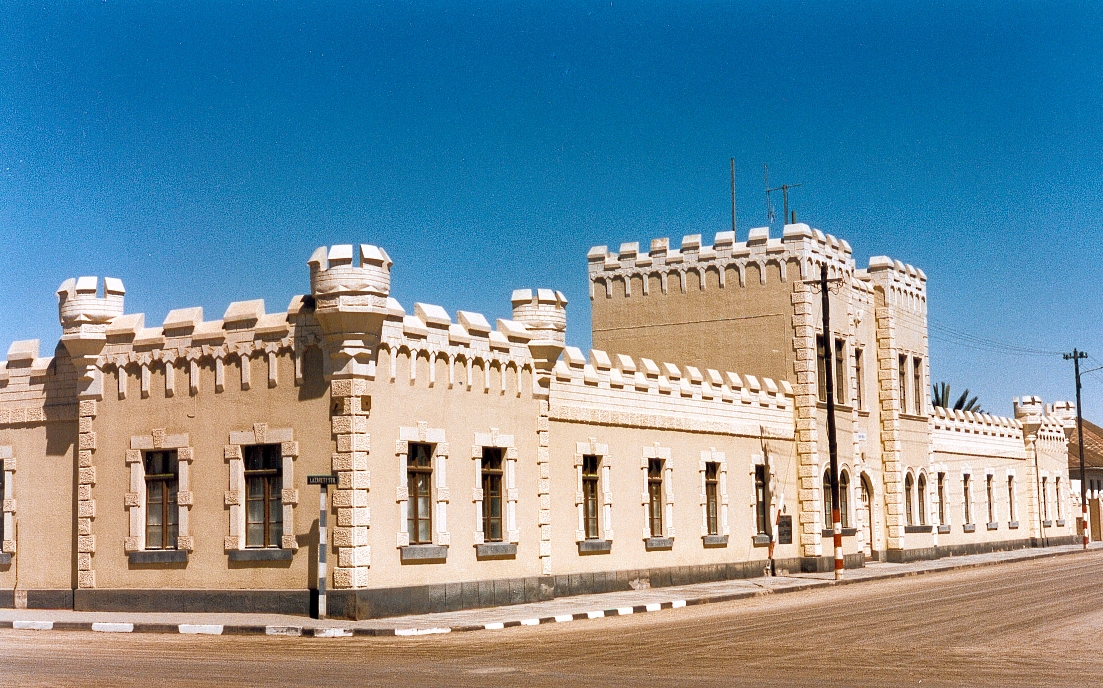
Antigo quartel alemão em Swakopmund

A cidade fica no trajeto da Rodovia B2 e da Rede Ferroviária Transnamibiana, que vai Windhoek a Walvis Bay. Tem seu próprio aeroporto. Prédios notáveis na cidade incluem a prisão Altes Gefaengnis, desenhada por Heinrich Bause em 1909 e a Woermannhaus, construída em 1906, que, atualmente, é um museu militar e que tem como destaque sua torre proeminente.
Atrações em Swakopmund incluem o Museu do Transporte, o Aquário Nacional Marinho, uma galeria de cristal e as dunas ao sul do Rio Swakop. A cidade é conhecida por seus esportes radicais, pela criação de dromedários e pela locomotiva a vapor Martin Luther, datada de 1896 e abandonada no deserto.
Em Swakopmund, nasceu no dia 27 de maio de 2006, Shiloh Nouvel Jolie-Pitt, filha dos atores Angelina Jolie e Brad Pitt.